# Thaukhud Linea
La Thaukhud Linea è una struttura geologica della superficie di Venere.